# Tamphan Pojamansirikul
Tamphan Pojamansirikul (thailändisch ตามพันธ์ พจมานศิริกุล, * 23. März 1991) ist ein thailändischer Fußballspieler.

## Karriere
Tamphan Pojamansirikul spielte bis 2017 beim Zweitligisten Army United in Bangkok. Wo der Torwart vor der Army gespielt hat, ist unbekannt. 2018 wechselte er zum Ayutthaya United FC. Mit dem Club aus Ayutthaya spielte er in der dritten Liga, der Thai League 3, in der Upper Region. Mit Ayutthaya wurde er Vizemeister und stieg somit in die zweite Liga auf. Nach dem Aufstieg verließ er den Verein und schloss sich 2019 wieder seinem ehemaligen Verein Army United an. 2019 absolvierte er ein Spiel in der Thai League 2. Nachdem der Club Ende 2019 bekannt gab, dass der Verein sich aus der Liga zurückzieht, ist er seit Anfang 2020 vertrags- und vereinslos.

## Erfolge
Ayutthaya United FC
- Thai League 3 – Upper

Vizemeister: 2018  ▲